# Dipleurinodes bueaensis
Dipleurinodes bueaensis là một loài bướm đêm trong họ Crambidae.